# 湖南省药品监督管理局
湖南省药品监督管理局是中华人民共和国湖南省人民政府综合监督药品、保健品、化妆品安全管理和主管药品监督管理的部门管理机构，现由湖南省市场监督管理局管理。
2004年根据《中共湖南省委湖南省人民政府关于印发〈湖南省人民政府机构改革方案的实施意见〉的通知》（湘发[2004]2号）在湖南省药品监督管理局基础上组建。

## 职能配置
- 组织有关部门研究起草食品、保健品、化妆品安全管理方面的地方性法规、规章；组织有关部门研究起草食品、保健品、化妆品安全管理的综合监督政策、工作规划并监督实施。
- 依法行使食品、保健品、化妆品安全管理的综合监督职责，组织协调有关部门承担的食品、保健品、化妆品的安全监督工作。
- 依法组织开展对食品、保健品、化妆品重大安全事故的查处；根据省人民政府授权，组织协调开展全省食品、保健品、化妆品安全的专项执法监督活动；组织协调和配合有关部门开展食品、保健品、化妆品的安全重大事故应急救援工作。
- 综合协调食品、保健品、化妆品安全的检测和评价工作；会同有关部门拟定食品、保健品、化妆品安全监管信息发布办法并监督实施，综合有关部门的食品、保健品、化妆品安全信息并定期向社会发布。
- 组织实施国家药品、医疗器械管理法律、法规、规章和保健品安全管理法律、法规、规章，拟定、修订地方性管理法规、规章并监督实施。
- 监督实施国家颁布的药品法定标准，初审并推荐国家基本药物目录和非处方药物目录；拟定、修订、颁布地方习用药材和医疗机构制剂质量标准、中药饮片炮制规范并监督实施。
- 负责新药、已有国家标准药品、中药保护品种和体外诊断试剂注册的初审工作；监督实施国家颁布的保健品市场准入标准，负责保健品的初审工作；组织实施非处方药制度，负责药品的再评价、不良反应监测、临床试验、临床药理基地和淘汰药品的初审工作；监督实施药物非临床研究质量、临床试验质量管理规范；指导全省药品检验机构的业务工作。
- 监督实施医疗器械产品法定标准和分类管理目录；初审医疗器械临床试验基地，依法核发医疗器械产品生产、经营企业许可证和产品注册证，监督实施国家医疗器械质量体系认证和产品安全认证制度。
- 监督实施中药材生产质量、药品生产质量、经营质量、医疗机构制剂管理规范；监督实施药品流通的法律法规，实行药品批发、零售企业资格认定制度，监督实施国家关于处方药、非处方药、中药材、中药饮片的购销规则；依法核发药品生产、经营、医疗机构制剂许可证；依法核发药品包装用材料（含容器）生产、经营企业许可证；监督实施保健品生产企业许可标准；依法监管麻醉药品、精神药品、毒性药品、放射性药品及特种药械。
- 监督药品生产、经营企业和医疗机构的药品、医疗器械质量，定期发布全省药品、医疗器械质量公报；依法查处制售假劣药品、医疗器械等违法行为；依法监管中药材集贸市场；审核药品、医疗器械和保健品广告。
- 协同有关部门组织实施执业药师资格认定制度，负责执业药师的注册管理工作。
- 对省以下食品药品监督管理部门实行垂直管理。
- 利用监督管理手段，配合宏观调控部门贯彻实施国家食品、医药产业政策。
- 承办省委、省人民政府交办的其它事项。[1]

## 机构设置
- 内设机构
  - 办公室
  - 政策法规处
  - 食品安全检查处（食品许可处）
  - 药品注册处
  - 医疗器械处
  - 药品安全监管处
  - 药品市场监督处
  - 规划财务处
  - 人事教育处
  - 机关党委
  - 监察室
  - 稽查总队
- 直属机构
  - 药品审评与不良反应监测中心[2]